# Pseudofistulina sinensis
Pseudofistulina sinensis är en svampart som beskrevs av G.Y. Zheng & Z.S. Bi 1986. Pseudofistulina sinensis ingår i släktet Pseudofistulina och familjen Fistulinaceae.   Inga underarter finns listade i Catalogue of Life.